# 福勒 (加利福尼亚州)
福勒（英語：Fowler），是美国加利福尼亚州弗雷斯诺县下属的一座城市。建市于1908年6月15日，面积大约为2.53平方英里（6.6平方公里）。根据2010年美国人口普查，该市有人口5,570人。